# Eccoptomera ligustica
Eccoptomera ligustica är en tvåvingeart som beskrevs av Canzoneri, Rampini och Rossi 1983. Eccoptomera ligustica ingår i släktet Eccoptomera och familjen myllflugor.
Artens utbredningsområde är Italien. Inga underarter finns listade i Catalogue of Life.